# 稻麴病菌
稻麴病菌（學名：Ustilaginoidea virens），民間俗稱「穀母」，最早由Cooke於1878年在印度發現。本種真菌為造成水稻稻麴病（false smut）的植物病原菌，流行於超過40個國家，尤以亞洲的水稻栽培區為盛，在美國亦有發生，在台灣，稻麴病菌最早由日本學者澤田兼吉在1919年紀錄。本屬病原菌學名（Ustilaginoidea）與黑粉菌屬（Ustilago）相近，但實屬於子囊菌門。

## 分類
稻麴病菌最早由Cooke在1878年發現，當時被歸入黑粉菌屬，命名為Ustilago virens。1896年，稻麴病菌因形態特徵被改歸入稻麴病菌屬，更名為Ustilaginoidea virens。

## 病害生態

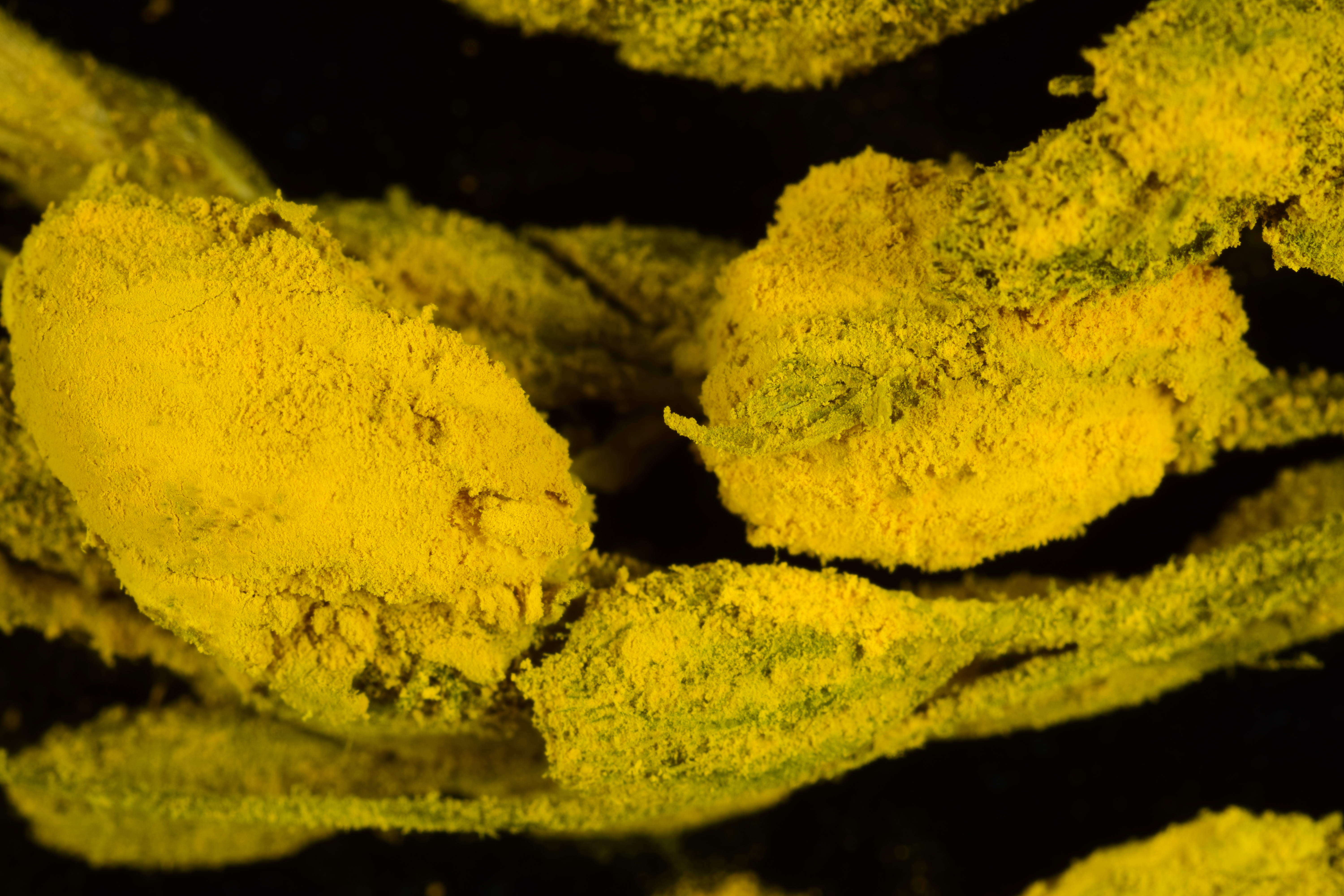
被稻麴病菌感染的水稻，膨大的穀粒中是許多黃粉狀的厚膜孢子

主要感染抽穗期的水稻。受感染的稻榖會不正常的增生、膨大，最後破裂釋放出病原菌的厚膜孢子。此孢子可以飛散並汙染其它健康的稻榖，並且藉此傳播至下一期稻作，成為此病害之初次感染源。

## 防治策略
由於此病害於台灣僅零星發生，目前尚未有正式登記之化學藥劑可供使用。但可透過清除田間罹病植株、選用健康不帶病菌之種子預防此病害之發生。

## 外部連結
- Index Fungorum （页面存档备份，存于）
- USDA ARS Fungal Database